# Coibentazione

Pannello di coibentazione

La coibentazione è una tecnica per isolare un sistema avente differenti condizioni termoacustiche da un altro, in modo che i due sistemi non scambino calore o suono tra di loro, si parla perciò di isolamento termico, isolamento acustico o termoacustico.

## Descrizione
In edilizia la coibentazione viene effettuata interponendo tra le due parti specifici materiali (ad es. in forma di pannelli) che non permettono lo scambio di calore, nel caso di isolamento termico (cappotto termico), o lo scambio di vibrazioni, nel caso di isolamento acustico.
La coibentazione ha ruolo rilevante in molti processi industriali, per motivi di natura tecnica, ma anche in ambito edilizio, soprattutto per i nuovi e sempre più necessari criteri di efficienza energetica, ad esempio nelle fasi di progettazione, realizzazione e gestione del progetto. Tale certificazione è stata stabilita con la Direttiva dell'Unione europea 2002/91/Ce.
Un'adeguata coibentazione termica delle pareti di un edificio permette di ridurre il flusso termico uscente dall'interno (casa, oggetto da mantenere caldo) verso l'esterno freddo, nella stagione fredda. Viceversa, durante la stagione calda impedisce che il flusso termico penetri nell'interno (casa da mantenere fredda).
Una sufficiente coibentazione termica, può avere valenza minima in ambito acustico, e viceversa: un preciso progetto specifico per l'uno o l'altro aspetto sarà reciprocamente diverso, come rispetto ad un terzo appositamente studiato per ottimizzare sia l'isolamento termico sia l'isolamento acustico.
È poi da tener presente che i trattamenti acustici professionali (per musica, o rilevazioni scientifiche) comprendono, oltre all'isolamento, un adeguato trattamento dell'acustica interna della sala da isolare, con geometrie e trattamenti fonoassorbenti/correttori acustici opportuni (per ottimizzare/rendere lineare la risposta in frequenza/amplificazione dei suoni che vengono prodotti nella sala), cosa a cui è complementare la parte di coibentazione che si occupa dell'isolamento (in intercapedini dietro, o sul lato esterno dei muri, o su muri adiacenti) per evitare tanto che i suoni interni alla sala escano, quanto che suoni esterni entrino. L'adeguato trattamento dell'acustica interna alla sala - evitando che i suoni vi riverberino (cioè i suoni prodotti all'interno vengano enfatizzati da lunghe riflessioni sulle pareti), applicando materiale fonoassorbente sulle pareti impedendo anche i suoni eventualmente filtranti dall'esterno vi trovino inopportuna amplificazione.

### Materiali per la coibentazione termica
Lana di roccia, lana di vetro, lana di pecora, fibra di cellulosa, sughero, fibre di legno, fibra di canapa, fibra di cocco, fibra ceramica, vetro cellulare. Eps, aerogel, polistirolo. 
Si tenga presente che le prestazioni di isolamento dal caldo non coincidono con quelle per il freddo, cioè che un materiale che ha buone proprietà per isolare dal freddo non necessariamente è altrettanto capace di isolare anche dal caldo con le stesse prestazioni.

### Materiali per la coibentazione acustica
Una buona coibentazione acustica viene realizzata accoppiando opportunamente materiali fonoassorbenti e materiali fonoisolanti, anche in strati multipli separati da intercapedini d'aria.

#### Assorbimento acustico
I materiali fonoassorbenti possono essere fibrosi (Lana di vetro, lana di roccia, sughero, truciolato, tessuti, fonoglass, etc.) o a celle aperte (Poliuretano espanso, melammina espansa, foam glass, etc.).

#### Isolamento acustico
Materiali fonoisolanti specifici sono ad esempio gomma, piombo. Diversi materiali normalmente utilizzati nell'edilizia (Mattoni, cemento, cartongesso, etc.) possiedono intrinsecamente un variabile potere di isolamento acustico.